# Marc Nygaard
Marc Stephen Griffith Nygaard (født 1. september 1976 i København) er en dansk tidligere fodboldspiller.

## Karriere
Han debuterede i Superligaen for Randers FC den 16. marts 2008 på udebane mod Brøndby IF.
Med 16 mål blev Marc Nygaard topscorer i Superligaen 2008/09.
I sommeren 2012 indstillede Nygaard sin karriere, efter at have spillet en sæson for hollandske Helmond Sport.
Et år efter sit karrierestop gjorde han comeback og fik kontrakt hos 1. divisionsklubben Akademisk Boldklub (AB).
I AB var Nygaard plaget af skader, hvilket førte til meget lidt spilletid. Han indstillede sin karriere i juni måned 2014 ved kontraktudløb med AB. Han udtalte i den forbindelse, at "Jeg havde holdt en fodbold-pause på over et år, da jeg fik lysten tilbage i september måned og ville se, om jeg kunne komme tilbage på et acceptabelt niveau. Det lykkedes i momenter, men jeg måtte her i foråret konstatere, at kroppen ikke kunne mere". Nygaard nåede at spille 6 kampe og score 1 mål i sin sidste sæson.

## Landsholdskarriere
Han har spillet 6 landskampe, mens han spillede for hollandske Roda JC i perioden 2000-2002. Hans seneste landskamp var i 2008, hvor han repræsenterede Randers FC